# Straßenradsport-Weltmeisterschaften 1976
Die Straßenradsport-Weltmeisterschaften 1976 fanden am 4. und 5. September im italienischen Ostuni statt.
Im Jahr der Olympischen Spiele von Montréal wurden bei den Straßen-Weltmeisterschaften lediglich die beiden nicht-olympischen Wettbewerbe ausgetragen, die Rennen der Profis und der Frauen.
Das Rennen in Ostuni wurde auf einem 36 Kilometer langen Rundkurs ausgefahren, es war heiß, und von der Adria her wehte ein heftiger Wind.
Bei den Frauen waren 44 Fahrerinnen am Start, bundesdeutsche Sportlerinnen waren nicht darunter. Über die Hälfte musste der Hitze Tribut zollen und vor dem Ziel aufgeben. Es gewann die Niederländerin Keetie van Oosten-Hage, die anschließend ihren Rücktritt vom aktiven Leistungsradsport bekannt gab. Sie fuhr elf Jahre lang in der Weltspitze und errang 15 WM-Medaillen. Allein bei dieser WM in Italien holte sie zweimal Gold, im Straßenrennen sowie in der Einerverfolgung auf der Bahn.
Im Rennen der Profis starteten sieben deutsche Fahrer, bester wurde Willy Singer aus Augsburg als 32. Dietrich Thurau stürzte zweimal und erreichte das Ziel als 47., mit nahezu drei Minuten Rückstand. Weltmeister wurde der Belgier Freddy Maertens.

## Ergebnisse

### Frauen
Straßeneinzelrennen über 72 km
| Platz | Athletin               | Land | Zeit                  |
| ----- | ---------------------- | ---- | --------------------- |
| 1     | Keetie van Oosten-Hage | NED  | 1:39:25 h (37,4 km/h) |
| 2     | Laura Bissoli          | ITA  | gleiche Zeit          |
| 3     | Yvonne Reynders        | BEL  | gleiche Zeit          |

### Männer – Profis
Straßeneinzelrennen über 288 km
| Platz | Athlet            | Land | Zeit                   |
| ----- | ----------------- | ---- | ---------------------- |
| 1     | Freddy Maertens   | BEL  | 7:06:10 h (40,55 km/h) |
| 2     | Francesco Moser   | ITA  | gleiche Zeit           |
| 3     | Constantino Conti | ITA  | + 11 s                 |